# Мятежи в Спитхеде и Норе
Мятежи в Спитхеде и Норе (англ. Spithead and Nore mutinies) — два крупнейших мятежа по количеству участников в Королевском военно-морском флоте Великобритании, произошедшие в 1797 году. Были также меньшие по масштабу волнения на кораблях в других местах в том же году. Мятежи были потенциально опасны для Королевства, так как в то время страна была в состоянии войны с революционным правительством Франции. Были также опасения среди ряда представителей британского правящего класса, что мятежи могли стать началом более мощного восстания, аналогичного Великой французской революции.

## Спитхед
Мятеж в Спитхеде (стоянке кораблей около Портсмута) продолжался с 15 апреля по 16 мая 1797 года. 15 апреля моряки на 16 кораблях Флота Канала под командованием адмирала Александра Худа отказались выйти в море, а 17 апреля представили список своих «обид» (grievances). Они протестовали против условий жизни на борту кораблей Королевского Флота и требовали повышения жалования (которое к тому же многим задерживали). Штабом восстания стал флагманский HMS Queen Charlotte.
Размеры жалования моряков были установлены в 1653 году, и из-за стабильного уровня заработной платы и цен, его уровень оставался справедливым до Семилетней войны, за 40 лет до описываемых событий; однако, высокая инфляция в течение предыдущих десятилетий XVIII века резко снизила реальную величину жалования. В то же время практика обшивки днищ кораблей медью, начатая в 1761 года, позволила британским военным кораблям намного реже заходить в порты для очистки корпуса. В результате британские корабли стали находиться в море значительно больше, что сделало профессию моряка намного  сложнее и тяжелее. Руководство Королевского флота не придавало значения повышению жалования и улучшению условий труда моряков, не понимая их влияния на экипажи кораблей. Кроме того, введённая в 1795 году актом Парламента система квот при наборе привела к тому, что к службе на флоте было привлечено большое количество неподготовленных сухопутных людей не лучшего качества, часто мелких преступников или люмпенов, которые плохо находили общий язык с профессиональными моряками (добровольцами или наёмными), что также было фактором, приведшим к недовольству среди экипажей кораблей. Если добавить к этому практически полное отсутствие схода на берег (что неудивительно на флоте, где процветало дезертирство), и относительное бездействие в период дальней блокады, мятеж был почти неизбежен.
Мятежники избрали вожаков-делегатов, и через них в течение двух недель велись переговоры с Адмиралтейством. Основными требованиями были увеличение жалования, отмена 14-унциевого «баталерского фунта» (баталёр корабля мог оставлять себе две унции с каждого фунта мяса в качестве дополнительного дохода), и снятие некоторых непопулярных офицеров — ни телесные наказания, ни насильственный флотский набор (press) в требованиях мятежников не упоминались. По другим данным, требования включали ещё увольнения на берег и лучшее обращение с ранеными и больными. Мятежники соблюдали обычный порядок и дисциплину на борту (главным образом с помощью офицеров), позволяли некоторым кораблям выходить для эскорта конвоев или патрулирования, и обещали прекратить мятеж и немедленно выйти в море, если вблизи английских берегов будут обнаружены французские корабли.
Из-за недоверия, особенно в вопросе о прощении мятежникам, переговоры провалились, и стали возникать мелкие инциденты, в результате несколько непопулярных офицеров было выслано на берег, а по отношению к другим выказывались преднамеренные знаки неуважения. В течение недели вопрос о жаловании и королевском прощении был решён, но рационы остались без изменения, и моряки HMS London продолжали неподчинение. Дело дошло до стрельбы, и пятеро были убиты. Когда ситуация успокоилась, адмирал Ричард Хау, пользовавшийся уважением моряков, вмешался в переговоры, чтобы достичь соглашения, и добился королевского прощения для всех команд, перевода по службе некоторых офицеров, повышения жалования и отмены «баталерского фунта». 16 мая флот подчинился приказу и вышел в море.
Всё время мятежа в Спитхеде моряки настаивали на своей верности Англии и подчеркивали, что их требования относятся только к тяготам службы, не затрагивая основ порядка.
Впоследствии мятеж прозвали «бризом в Спитхеде». Имя лидера мятежа осталось неизвестным даже после его окончания. По слухам того времени, лидером был Валентайн Джойс, помощник рулевого на борту HMS Royal George лорда Бридпорта.

## Нор
Под влиянием моряков Спитхеда, 12 мая начался мятеж в Норе (якорная стоянка в устье Темзы), когда команда HMS Sandwich захватила корабль. Несколько других кораблей в Норе последовали его примеру, другие же покинули Нор и продолжали уходить во время мятежа, несмотря на орудийный огонь с мятежных кораблей (они пытались удержать флот силой). Мятежникам было сложно организоваться из-за того, что корабли были разбросаны по Нору (и не все входили в один флот, как в Спитхеде), но они быстро выбрали делегатов от каждого корабля. Ричард Паркер, бывший морской офицер, разжалованный за неподчинение, сочувствовавший французской революции, был избран «Президентом Делегатов Флота». К концу месяца к мятежу присоединились все корабли, за исключением флагмана HMS Venerable адмирала Дункана, который в одиночку продолжал блокаду Текселя. Требования были сформулированы и 20 мая список из 8 пунктов был представлен адмиралу Бакнеру. Требования включали королевское прощение, увеличение жалования и внесение изменений в статьи морского устава, впоследствии к ним добавились требования роспуска королём Парламента и заключения немедленного мира с Францией. Эти требования привели в бешенство чиновников Адмиралтейства, которое не предложило ничего кроме прощения (и уступок, уже сделанных в Спитхеде) в случае немедленного возвращения моряков к своим обязанностям.
Мятежники расширили свои начальные требования до фактически начала социальной революции и блокировали Лондон, препятствуя торговым судам входить в порт, более того, руководители мятежа планировали увести свои корабли во Францию, что не находило понимания у профессиональных английских моряков, и по ходу мятежа всё больше кораблей покидали мятежников. После успешного погашения мятежа в Спитхеде правительство и Адмиралтейство не были склонны идти на дальнейшие уступки, в особенности потому, что лидеры мятежа в Норе преследовали откровенно политические цели, помимо повышения платы и улучшения условий на борту.
Мятежникам не подвозилось продовольствие, и когда Паркер поднял сигнал кораблям отплыть во Францию, все оставшиеся отказались следовать за ним — в конечном счете, бо́льшая часть других кораблей подняла якоря и покинула рейд (некоторые — под огнём мятежников), и мятеж провалился. К 13 июня все мятежные корабли сдались, не получив удовлетворения ни по одному пункту. Паркер был вскоре обвинён в измене и пиратстве, и был повешен на рее HMS Sandwich, корабля, с которого начинался мятеж. В ходе последовавших репрессий в общей сложности 29 лидеров мятежа (по другим данным 36) были повешены, ещё 30 матросов приговорили к телесным наказаниям, тюремному заключению или высылке в Австралию. Но подавляющее большинство экипажей кораблей, вовлечённых в мятеж, не понесло никакого наказания вообще.
Мятеж в Норе произошёл в момент великой опасности для Англии, но её враги не сумели вовремя им воспользоваться, хотя и были хорошо осведомлены.

## Другие мятежи и волнения в 1797
В сентябре 1797 команда HMS Hermione подняла мятеж в Вест-Индии, убив почти всех офицеров в отместку за тяготы. Из них последней стало выбрасывание за борт тел двух матросов, убившихся при падении с мачты в спешке (так как последнему спустившемуся на палубу грозило телесное наказание, оба они не хотели оказаться последними). Другие мятежи имели место у берегов Ирландии и на мысе Доброй Надежды, а также распространились на флот адмирала Джервиса у берегов Испании.

## В искусстве
- Повесть Германа Мелвилла «Билли Бадд, фор-марсовый матрос» (а также опера Бенджамена Бриттена по мотивам этого романа) действия которого происходят непосредственно после главных мятежей.
- Отец главного героя произведения Фредерика Мариетта The King’s Own был повешен после мятежа в Норе.
- Александр Кент (настоящее имя Дуглас Риман) в романе «Флаг-капитан» дал художественную версию событий, где в одну историю соединены эпизоды из Спитхеда и Нора.